# Iris Bleyen
Iris Bleyen (1977) is een Belgisch volleybalster.

## Levensloop
Bleyen was actief bij Tamera Lummen en Datovoc Tongeren. In 2003 maakte ze de overstap naar Asterix Kieldrecht. Bij deze club was ze twee seizoenen actief. Later kwam ze uit voor Bepavoc Beringen.
Daarnaast was ze actief bij het Belgisch volleybalteam. Met de nationale ploeg nam ze onder meer deel aan de Europese kampioenschappen van 2001 en 2003